# El Mundo Pintoresco
El Mundo Pintoresco fue una revista ilustrada editada en la ciudad española de Madrid entre 1858 y 1860.

## Descripción
Apareció el domingo 11 de abril de 1858. Salía de la madrileña imprenta y litografía de J. Martínez en ocho páginas de 322x230 milímetros, con grabados y litografías. Con los subtítulos de «periódico semanal» y «literatura, ciencias, artes, biografías, música, teatros, modas y toros», estaba dirigida por Juan José Martínez. En el primer número, se dirigía a los lectores en los siguientes términos:

«El Mundo Pintoresco saldrá semanalmente, y su redaccion será confiada á nuestros mejores ingenios. Sus columnas, impresas con tipos elegantes y compactos, encerraran las descripciones de los monumentos mas notables del Universo, con sus correspondiente ilustracion. Las biografías y retratos de los hombres célebres. Artículos científicos, históricos, críticos, artísticos, de costumbres, teatros, modas, toros, y novelas, tanto españolas como estranjeras.

El magnífico papel que emplearemos en la publicacion, hará resaltar el lujo y claridad en la parte tipográfica, la cual irá embellecida con profusion de grabados nacionales y estranjeros representando los sucesos mas notables de actualidad»
Juan José Martínez, en el primer número

Entre sus colaboradores, se contaron firmas como las de Vicente Barrantes y Moreno, Manuel Gelabert y Correa, Francisco Javier Palacio y García de Velasco y Mariano Vergara y Pérez de Aranda. Vivió hasta diciembre de 1860, cuando se vio absorbida por El Mundo Militar.